# 旧三宅家
旧三宅家（きゅうみやけけ）は、岐阜県恵那市明智町1316-1にある建築物。恵那市指定文化財。野外博物館である日本大正村を構成する建物の一つである。この地域における近世農家建築の代表例とされ、近世中期の民家の特徴である鳥居建ての形式が残されている。

## 歴史
もとは恵那郡馬木村（現在の恵那市明智町東方馬木）にあった。江戸時代初頭の三宅家は旗本の明知遠山氏に仕えていたが、寛文4年（1664年）に馬木村に居を定めた。元禄元年（1688年）に鳥居建ての形式で母屋が普請された。
1978年（昭和53年）に明智町有形文化財に指定された。1988年（昭和63年）に野外博物館の日本大正村が開村した後、1991年（平成3年）に所有者から明智町に寄贈され、1992年（平成4年）に現在地に移築復元された。2004年（平成16年）10月25日に新しい恵那市が発足したことで、恵那市有形文化財に指定された。

## 利用案内
- 利用可能時間
  - 午前9時から午後5時（入場受付は午後4時半まで）[2]
- 入館料
  - 無料
- 交通アクセス
  - 自動車 - 中央自動車道恵那ICから国道257号と国道363号で約40分
  - 鉄道 - JR中央本線恵那駅から明知鉄道に乗り換えて明智駅から徒歩約10分